# Roni Duani
Liron Roni Duani-Moncaz (héberül: רוני דואני; 1986. március 10.–), korábban Roni Superstar (רוני סופרסטאר), izraeli popénekes, modell, színésznő, televíziós műsorvezető, fitneszoktató és vállalkozó. Énekesi karrierje során gyakran hasonlították Britney Spearshez.

## A kezdetek
Születési neve Liron Duani. Az izraeli Rishon LeZionban született. Szülei izraeli születésűek, akik mind szefárd zsidó (Líbiai-zsidó), mind askenázi zsidó (lengyel-zsidó) származásúak. Fiatal kora óta szeretett fellépni, különösen táncolni és pompomlánynak lenni. Nővére, Yael Duani szintén jól ismert színésznő. Duani szülővárosában a Gymnasia Realit középiskolába járt.
2005 és 2007 között az Izraeli Védelmi Erőkben szolgált.
2007-ben iratkozott be az IDC Herzliya főiskolára,  kommunikációt tanult, és 2010-ben szerzett egyetemi diplomát.

## Karrier

### Zene és ének
2003-ban Duanit a The World Outside My Door című debütáló albumáért ismerték el. Roni Superstar becenéven vált ismertté, mert az albuma tartalmazta a „Superstar” sláger, amely a brit énekesnő, Jamelia „Superstar” dalának feldolgozásán alapult. Körülbelül két hónappal később Roni teljesítette a kötelező katonai szolgálatot. Körülbelül ugyanebben az időben adta ki második albumát, a Lo oceretet (לא עוצרת), amely két különálló részben jelent meg. Ez az album tartalmazza az Adoni című slágert, amelyet a tekintélyes zenész, Ivri Lider komponált és készített. 
2007-ben kiadott egy tánclecke DVD-t „Al kcot haEcba'ot” (A lábujjak hegyén, על קצות האצבעות) címmel, valamint egy új slágert, a „Cafuf”-t (Crowded, צפוף). A DVD megjelenése után Roni a következő két évben a harmadik albumán dolgozott, és nem sokat tett a nyilvánosság előtt, kivéve amikor részt vett a 2008-as Festigalon (פסטיגל). 2010 januárjában azonban visszatért a köztudatba, amikor kiadta a „Lo Sham” (לא שם) című kislemezt, amely az első dal a harmadik albumáról. Az új kislemez reklámozása érdekében egy ARG típusú játékot szervezett egy barátja és a Walla! izraeli szórakoztató hírportál segítségével. A játék a kislemez és a hozzá tartozó klip megjelenésével ért véget. 
2010 májusában kiadott egy másik kislemezt, az „El Toch HaLayla” (אל תוך הלילה) címet, amelyet egy másik izraeli énekesnő, Emily Karpel írt. Ennek a dalnak egy változatát kínaiul is felvette. 2010 augusztusában Roni kiadta harmadik kislemezét „Ohevet, ozevet” (אוהבת, אוזבת) címmel. A „Maariv LaNo'ar” (מערב לנוער) magazinnak adott interjújában Roni kijelentette, hogy harmadik albuma nem fog megjelenni fizikai albumként, de továbbra is kislemezeket fog kiadni az interneten.

### Televíziós műsorvezető
Roni a zene mellett a gyerekek szórakoztatásával is sokat foglalkozott. Például gyakori résztvevője a Festigalnak, egy zenés gyermekműsornak, amelyet különböző izraeli hírességek adnak elő minden évben a zsidó Hanuka ünnepe körül. Először 2004-ben vett részt, ahol a „Nesichat Pop” (נסיכת פופ) című dalt adta elő. Ez a dal később bónuszdalként jelent meg a második albumán. Roni részt vett a 2005-ös Festigalon is, melynek témája a „Giborei Al” (גיבורי על, héberül „szuperhősök”) volt, és egy fiúról szólt, aki megmenti a világot, és „Extreme Boy” lesz. Egy Beat Woman nevű szuperhőst alakított. 
Fellépett a 2008-as Festigalon, és részt vett a 2010-es show-ban, Marie Antoinette-et alakítva. A Fesztigálon kívül Roni sok más színpadi műsort is készített gyerekeknek. 2006-ban Dorothyt alakította az Óz varázslója alapján készült musicalben. 2009-ben egy másik musicalben lépett fel a Herkules című film alapján. Számos gyermektelevíziós műsort is készített. 2004-ben Roni csatlakozott az izraeli Nickelodeon hálózathoz a „Mastik” (מסתיק), „Achi Achoti” (אחי אחותי) és „Jungle” műsorok társműsorvezetőjeként. 2007-ben csatlakozott a Rosh Gadol (ראש גדול) című gyermekműsor szereplőihez. 2010 nyarán társműsorvezető lett a „HaMakom HaAmiti” (המקום האמיתי) című műsorban, amelyet az „Arutz HaYeladim” (ערוץ הילדים) izraeli televíziós hálózat (gyermekcsatorna) sugároz. 
2019 óta saját napi edzésműsorát vezeti a Sport 5- ön (Izrael Sports Channel), amelyet saját edzőterméből közvetít.

### Modellkedés
2004 és 2007 között az izraeli Banana fürdőruhagyártó cég modellje volt. Duani a Converse cipőcégnek és a népszerű izraeli ruhaüzletnek, a Castro-nak is modellkedett. Kiadott egy smink/szépségápolási vonalat is lányoknak U-Girl néven. 

## Magánélet
2010. augusztus 19-én férjhez ment izraeli barátjához, Chen Moncazhoz. 2016. július 17-én megszülte első fiát, Nurit (נורי). 2019 szeptemberében megszülte lányát, Maját (מאיה).

## Albumok
| Év   | Album                                           | Izraeli bizonyítvány | Értékesítés |
| ---- | ----------------------------------------------- | -------------------- | ----------- |
| 2004 | Olam Shalem Bachutz (The World Outside My Door) | Arany                | 25 000+     |
| 2005 | Lo Otzeret I (Nem áll meg az I. rész)           | Arany                | 25 000+     |
| 2006 | Lo Otzeret II (Nem áll meg a II. rész)          |                      |             |

## Duettek más izraeli művészekkel
- Hiszek Benned (מאמינה בך lt. Maamina Becha ) – Ha'Tzel (Az árnyék) feat. Roni Szupersztár
- Elohim Sheli – Harel Skaattal
- Atid Varod Kmo Mastik – a „Mastik” című műsorból (Alon Litvakkal)
- Yesh Li Ottcha